# Gårdtjärnen (Häggdångers socken, Ångermanland)
Gårdtjärnen är en sjö i Härnösands kommun i Ångermanland och ingår i Gådeån-Indalsälvens kustområde.